# Jonathan Delaplace
Jonathan Delaplace (La Seyne-sur-Mer, 20 maart 1986) is een Frans voetballer die bij voorkeur als middenvelder speelt. Hij tekende in januari 2018 een contract bij FC Lorient, dat hem overnam van Stade Malherbe Caen.

## Carrière

### Fréjus Saint-Raphaël
Delaplace speelde in het seizoen 2009/2010 voor Fréjus Saint-Raphaël in de Championnat National, de derde klasse in Frankrijk. Hij speelde dat seizoen 26 wedstrijden en maakte twee doelpunten.

### Zulte Waregem
Voor aanvang van het seizoen 2010/2011 stapte hij over naar SV Zulte Waregem. Hij maakte zijn debuut voor de club in de eerste competitiewedstrijd van het seizoen tegen Standard Luik, in de basis. Hij speelde dat seizoen dertig wedstrijden en scoorde eenmaal. In zijn tweede seizoen voor Zulte Waregem speelde hij 29 wedstrijden en scoorde hij twee goals. In het seizoen 2012/2013 werd hij tweede met de club, goed voor kwalificatie voor de voorrondes van de Champions League. Hij speelde dat seizoen 34 wedstrijden en maakte twee doelpunten.

### Lille OSC
Op 21 juni 2013 tekende Delaplace een contract bij Lille OSC, waar hij rugnummer 6 kreeg. Hij maakte zijn debuut voor de club in een wedstrijd tegen Stade Rennes, waarin hij in de 90ste minuut inviel voor Rio Antonio Mavuba. Delaplace eindigde in twee seizoenen met Lille als derde en achtste in de Ligue 1. Gedurende het seizoen 2014/15 maakte hij met de club zijn debuut in de UEFA Champions League en na de winterstop ook die in de UEFA Europa League.

### SM Cean
Delaplace tekende in juli 2015 een contract tot medio 2019 bij SM Caen, de nummer dertien in de Ligue 1 in het voorgaande seizoen.
In januari 2018 tekende hij een contract bij FC Lorient tot 2021.

=

## Spelerscarrière[2]
| seizoen | club                 | land      | competitie           | wed. | goals |
| ------- | -------------------- | --------- | -------------------- | ---- | ----- |
| 2009/10 | Fréjus Saint-Raphaël | Frankrijk | Championnat National | 26   | 2     |
| 2010/11 | SV Zulte Waregem     | België    | Jupiler Pro League   | 30   | 1     |
| 2011/12 | SV Zulte Waregem     | België    | Jupiler Pro League   | 29   | 2     |
| 2012/13 | SV Zulte Waregem     | België    | Jupiler Pro League   | 39   | 2     |
| 2013/14 | Lille OSC            | Frankrijk | Ligue 1              | 18   | 1     |
| 2014/15 | Lille OSC            | Frankrijk | Ligue 1              | 21   | 2     |
| 2015/16 | SM Caen              | Frankrijk | Ligue 1              | 22   | 0     |
| 2016/17 | SM Caen              | Frankrijk | Ligue 1              | 33   | 0     |
| 2017/18 | SM Caen              | Frankrijk | Ligue 1              | 10   | 0     |
| Totaal  | Totaal               | Totaal    | Totaal               | 228  | 10    |

## Trivia
- Delaplace behaalde een diploma tot verpleger.

1 Zelazny ·
2 Baysse ·
3 Armougom ·
4 Diomandé ·
5 Sankoh ·
6 Oniangué  ·
7 Khaoui ·
9 Repas ·
10 Fajr ·
11 Ninga ·
12 Beauvue ·
13 Joseph ·
14 Gradit ·
15 Imorou ·
16 Callens ·
17 Deminguet ·
18 Bammou ·
19 Tchokounté ·
21 Guilbert ·
22 Mbengue ·
23 Dabo ·
24 Djiku ·
27 Crivelli ·
29 Genevois ·
30 Samba ·
40 Reulet ·
Coach: Mercadal